# Gierwiaty (gmina)
Gierwiaty (do 1927 Michaliszki) – dawna gmina wiejska istniejąca w latach 1927–1939 na obszarze woj. wileńskiego (obecnie na Białorusi). Siedzibą gminy były Gierwiaty.
Gmina Gierwiaty powstała 12 grudnia 1927 roku w powiecie wileńsko-trockim w woj. wileńskim, w związku z przemianowaniem gminy Michaliszki na Gierwiaty .
Po wojnie obszar gminy Gierwiaty wszedł w struktury administracyjne Związku Radzieckiego.